# Lenka
Lenka je  žensko osebno ime.

## Izvor imena
Ime Lenka je tvorjenka na -ka iz imen Alena, Lena, ti pa sta skrajšani obliki iz imena Helena in Magdalena. Ime Lenka je lahko tudi skrajšana oblika iz imena Alenka, ki pa tudi izhaja iz imen Magdalena ali Helena.

## Različice imena
Alena, Alenčica, Alenčka, Alenja, Alenka, Elen, Elena, Lena

## Pogostost imena
Po podatkih Statističnega urada Republike Slovenije je bilo na dan 31. decembra 2007 v Sloveniji število ženskih oseb z imenom Lenka: 180. Med vsemi ženskimi imeni pa je ime Lenka po pogostosti uporabe uvrščeno na 424. mesto.

## Osebni praznik
V koledarju je ime Lenka skupaj z Heleno; god praznuje 18. avgusta.